# Lanterna Magica
Lanterna Magica est une maison de production italienne de films d'animation fondée en 1983 et basée à Turin. Elle produit des films d'animation pour le cinéma et la télévision.

## Filmographie

### Longs métrages
- 1996 : La Flèche bleue (La freccia azzurra)
- 1998 : La Mouette et le Chat
- 2001 : Aida degli alberi
- 2003 : Totò Sapore e la magica storia della pizza
- 2009 : Kérity, la maison des contes

### Séries télévisées
- 1998 : Le nuove avventure di Pimpa
- 2002 : Sopra i tetti di Venezia (titre anglais : The Adventures of Marco & Gina ; 26 épisodes de 26 minutes)
- 2005 : Le Avventure di Neve & Gliz
- 2006 : Gino il pollo: perso nella rete
- 2008 : Matt & Manson

### Téléfilms d'animation
- 1993 : Kamillo Kromo
- 2011 : Il generale e i frattelini d'Italia